# The Caravelles
The Caravelles was een Brits meidenduo bestaande uit Lois Wilkinson (Sleaford, 3 april 1944) en Andrea Simpson (Londen, 9 september 1946). Zij zijn bekend door de hit You Don't Have to Be a Baby to Cry.

## Loopbaan
The Caravelles zijn vernoemd naar Sud Aviation Caravelle, een Frans vliegtuig. Hun bekendste nummer, You Don't Have to Be a Baby to Cry, was eerder een hit van de Amerikaanse zanger Moon Mullican en was eveneens gebruikt als B-kant van Tennessee Ernie Fords hit Sixteen Tons. De versie van The Caravelles behaalde de derde plaats op de Billboard Hot 100 in de Verenigde Staten, en de zesde plaats op de UK Singles Chart. Het lied was de eerste Britse hit van 1964 in de Amerikaanse Hot 100.
Het duo had geen verdere hits meer en bleek een eendagsvlieg. Lois Wilkinson ging solo verder onder de naam Lois Lane. Andrea Simpson bleef optreden onder de naam The Caravelles tot de jaren negentig.

## Discografie

### Singles
| Jaar | Single                              | Positie | Positie | Positie |
| Jaar | Single                              | VS      | VK      | AU      |
| ---- | ----------------------------------- | ------- | ------- | ------- |
| 1963 | You Don't Have to Be a Baby to Cry  | 3       | 6       | 48      |
| 1963 | I Really Don't Want to Know         | -       | -       | -       |
| 1964 | Have You Ever Been Lonely           | -       | -       | 93      |
| 1964 | You Are Here                        | -       | -       | -       |
| 1964 | I Don't Care if the Sun Don't Shine | -       | -       | -       |
| 1964 | True Love Never Runs Smooth         | -       | -       | -       |
| 1967 | Hey Mama You've Been on My Mind     | -       | -       | -       |
| 1967 | I Want to Love You Again            | -       | -       | -       |
| 1968 | The Other Side of Love              | -       | -       | -       |